# Jacob Sunesen
Jacob Sunesen (død 19 Maj 1246) var søn af Sune Ebbesen og Cecilie. Han var formentlig den yngste af sønnerne. Kaldte sig Jakob af Møn og ejede godserne Egholm og Rye.
Hans børn med hustruen Estrid var Anders, Peder, Jens Jakobsen Galen (død 1240 i Sorø) og Ingerd.